# Bagorejo (Gumuk Mas)
Bagorejo is een bestuurslaag in het regentschap Jember van de provincie Oost-Java, Indonesië. Bagorejo telt 6500 inwoners (volkstelling 2010).